# Coprinopsis lagopus
Coprinopsis lagopus (Elias Magnus Fries, 1838 ex Scott Alan Redhead, Rytas Vilgalys și Juan Rodriguez Moncalvo, 2001), sin. Coprinus lagopus (Elias Magnus Fries, 1821 ex Elias Magnus Fries, 1838), din încrengătura Basidiomycota, în familia Psathyrellaceae și de genul Coprinopsis, este o ciupercă saprofită, în principiu necomestibilă, dar dacă totuși ingerată, în combinație cu consumul de alcool destul de otrăvitoare, fiind cunoscută în popor sub denumirea labă de iepure sau bălegar pufos. Acest soi, în România, Basarabia și Bucovina de Nord comun și răspândit, crește obișnuit în grupuri mai mult sau mai puțin de mari, în păduri de foioase și la marginea lor, prin parcuri precum grădini, pe cioate, buturugi sau rădăcini de copaci subterane în putrefacție. În același loc pot apărea mai multe serii succesive. Soiul se poate găsi de la câmpie la munte, timpul fructificației fiind din (mai) iunie până toamna târziu.
Epitetul se trage din cuvântul greco-latin (latină lagois= cocoș polar, ptarmigan), datorită aspectului în stadiu tânăr.

## Taxonomie
Numele binomial Agaricus lagopus a fost determinat de renumitul savant suedez Elias Magnus Fries în volumul 1 al trilogiei sale Systema Mycologicum din anul 1821. și transferat tot de el la genul Coprinus sub păstrarea epitetului, de verificat în lucrarea sa Epicrisis systematis mycologici, seu synopsis hymenomycetum din 1838. Acest taxon este folosit de cele mai multe cărți și articole micologice până în prezent (2019).
Valabilă însă este în momentul de față denumirea Coprinopsis lagopus, creată de micologii Scott Alan Redhead, Rytas Vilgalys și Juan Rodriguez Moncalvo și publicată în volumul 50 al jurnalului științific Taxon din 2001.

## Descriere

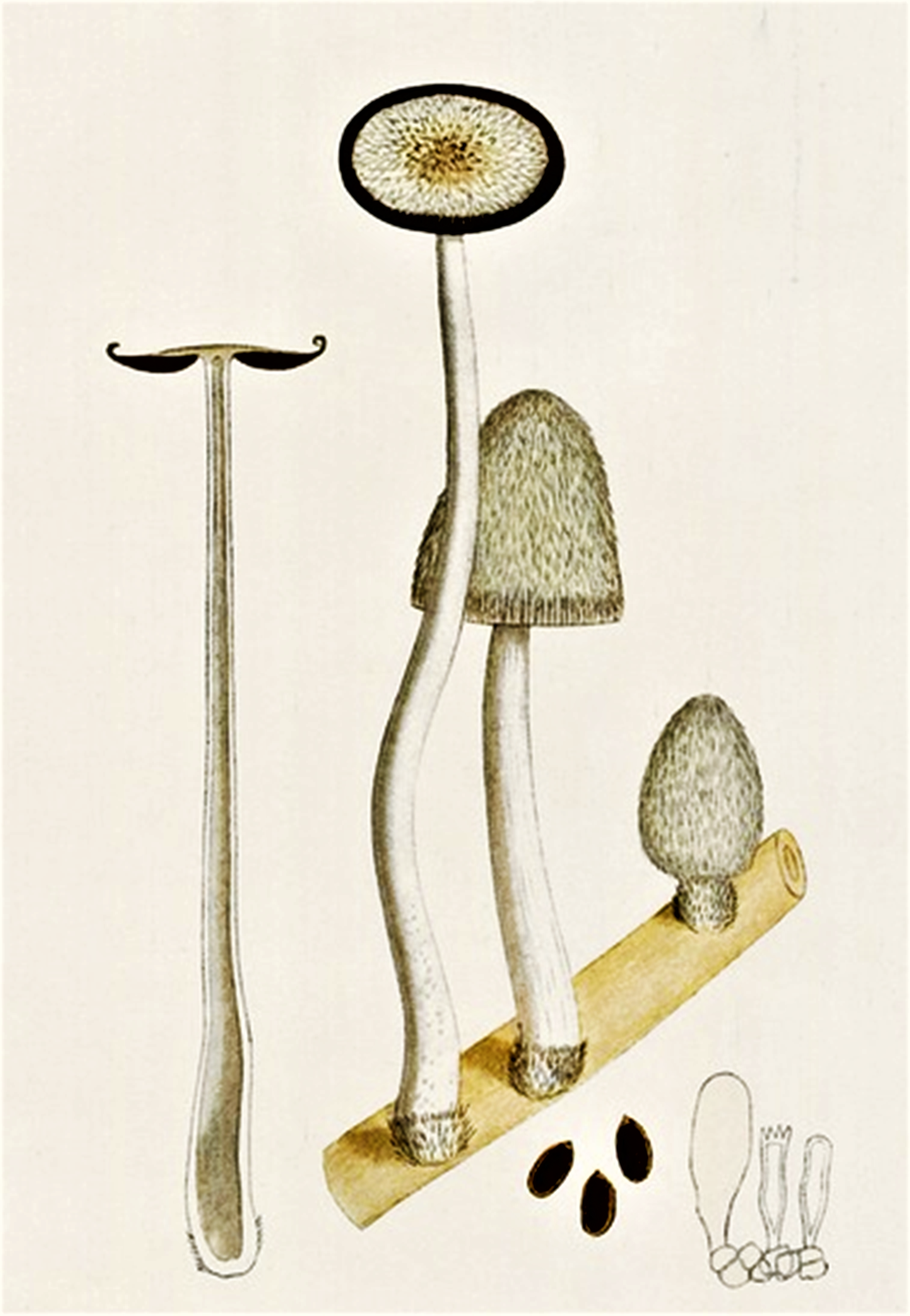
Bres.: Coprinus lagopus

- Pălăria: are un diametru de 1,5-4 (6) cm este subțire, mai întâi în formă de rolă, apoi în cea de clopoțel cu marginile din ce în ce mai extrem răsucite în sus, după ce începe să se dizolve rapid, astfel că după abia două zile nu mai rămâne nimic decât tulpina precum un rest membranos și jalnic al pălăriei, cu marginea neagră și curbată. Cuticula prezintă inițial un văl fibros-lânos care înfășură pălăria gros pufos, devenind repede goală și brăzdată de numeroase caneluri subțiri radiale. Coloritul este în tinerețe gri de șoarece presărat cu pustule albe, rămânând după pierderea învelișului gri până ciuperca se descompune într-un lichid negru.
- Lamelele: sunt foarte dese și destul de late, rotunjit până strâmt aderate la picior, fiind la început gri deschis, apoi cenușii și în sfârșit negre, până ce se lichefiază în final ca pălăria.
- Piciorul: are o lungime de 4-10 cm și o lățime de 0,4-1,2 cm, este cilindric, fragil, îngustându-se spre pălărie și deja timpuriu complet gol pe dinăuntru. Coaja cu un aspect flocos-fibros este albicioasă. Nu prezintă un inel.
- Carnea: este subțire, moale și friabilă, cu colorit albicios până palid cenușiu care se dizolvă după scurt timp într-o substanță neagră. Mirosul este imperceptibil și gustul nesemnificativ, fără nici o aromă.[4][5]
- Caracteristici microscopice: are spori destul de mici, ovoidal-elipsoizi, neamiloizi (nu se decolorează cu reactivi de iod), netezi, țuguiați spre bază, închis bruni și transparenți, având o mărime de 10-12 × 6-8 microni. Pulberea lor este neagră. Basidiile cu 4 sterigme fiecare sunt cilindric clavate și măsoară  20-25 × 6-7 microni. Cistidele (celule sterile, de obicei izbitoare, situate în stratul himenal sau printre celulele din pielița pălăriei și a piciorului, probabil cu rol de excreție) sunt clavate sau veziculos fusiforme. Pleurocistidele (cistide situate în himenul de pe fețele lamelor) în număr mai mic sunt ovale, rotunjite la vârf cu o bulboase în mijloc și contractate într-o tulpină la bază, măsurând 100-130 x 35–45 microni. Înainte ce pălăria se extinde, fiecare cistidă se ramifică complet într-un spațiu interlamelar, cu ambele capete atașate de branhii, ajutându-se împreună cu parafize fixate prin scoabe.[10]
- Reacții chimice: nu sunt cunoscute.[11]

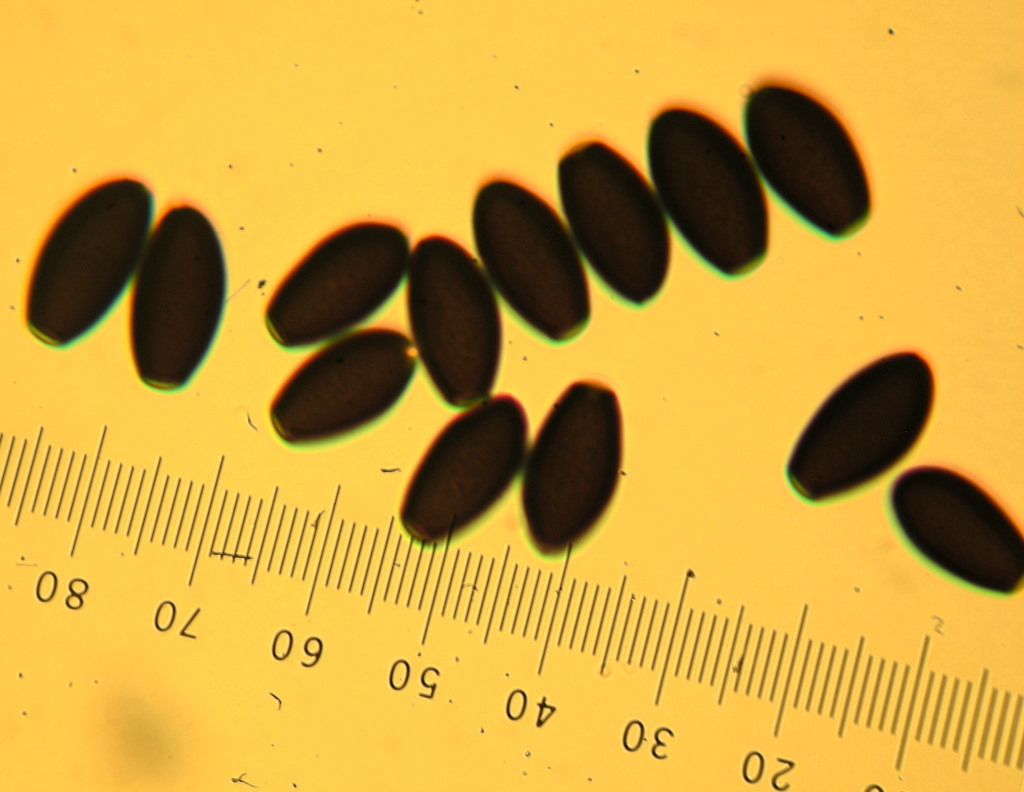
C. lagopus, spori
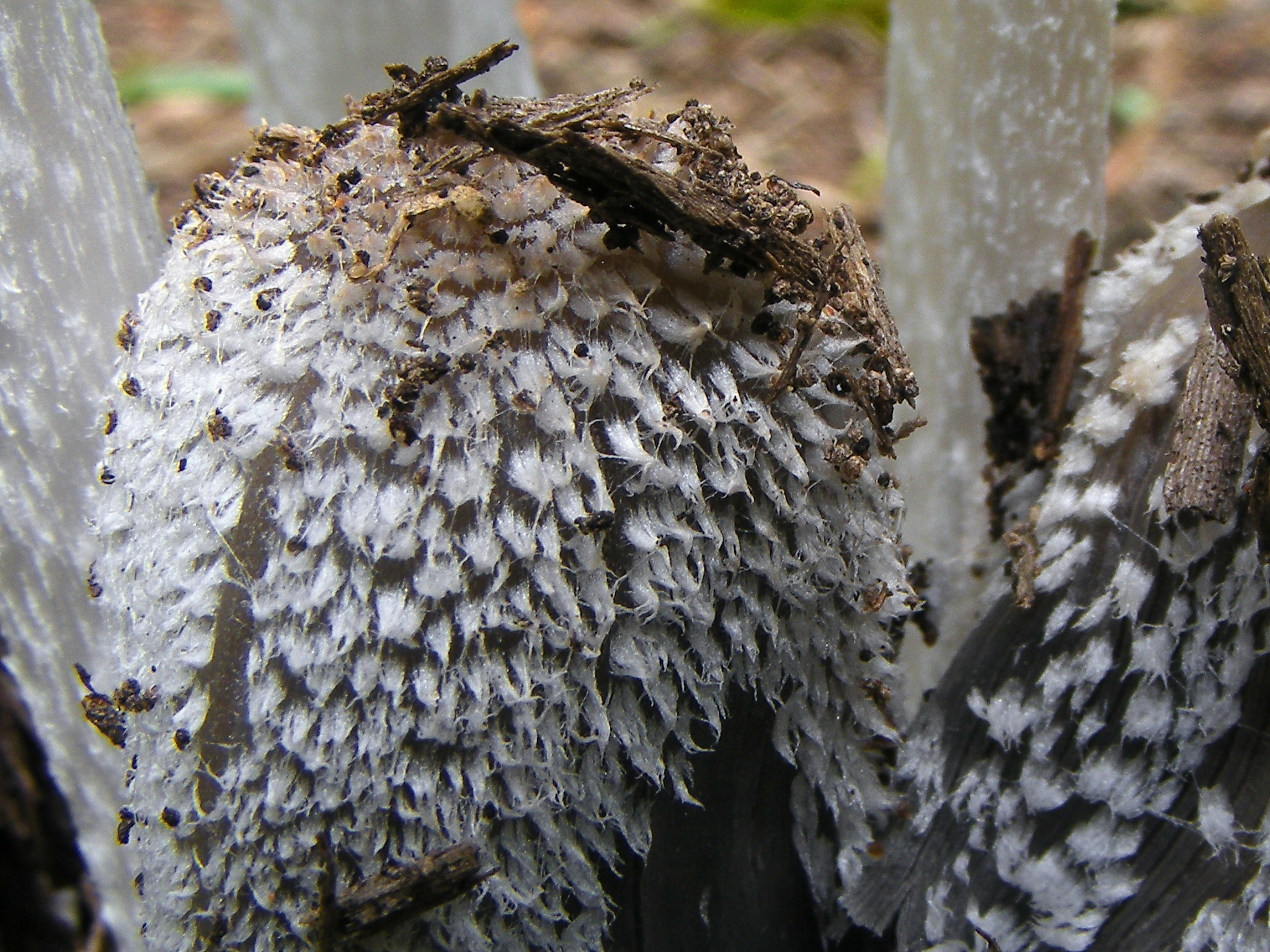
C. lagopus, suprafață din apropiere
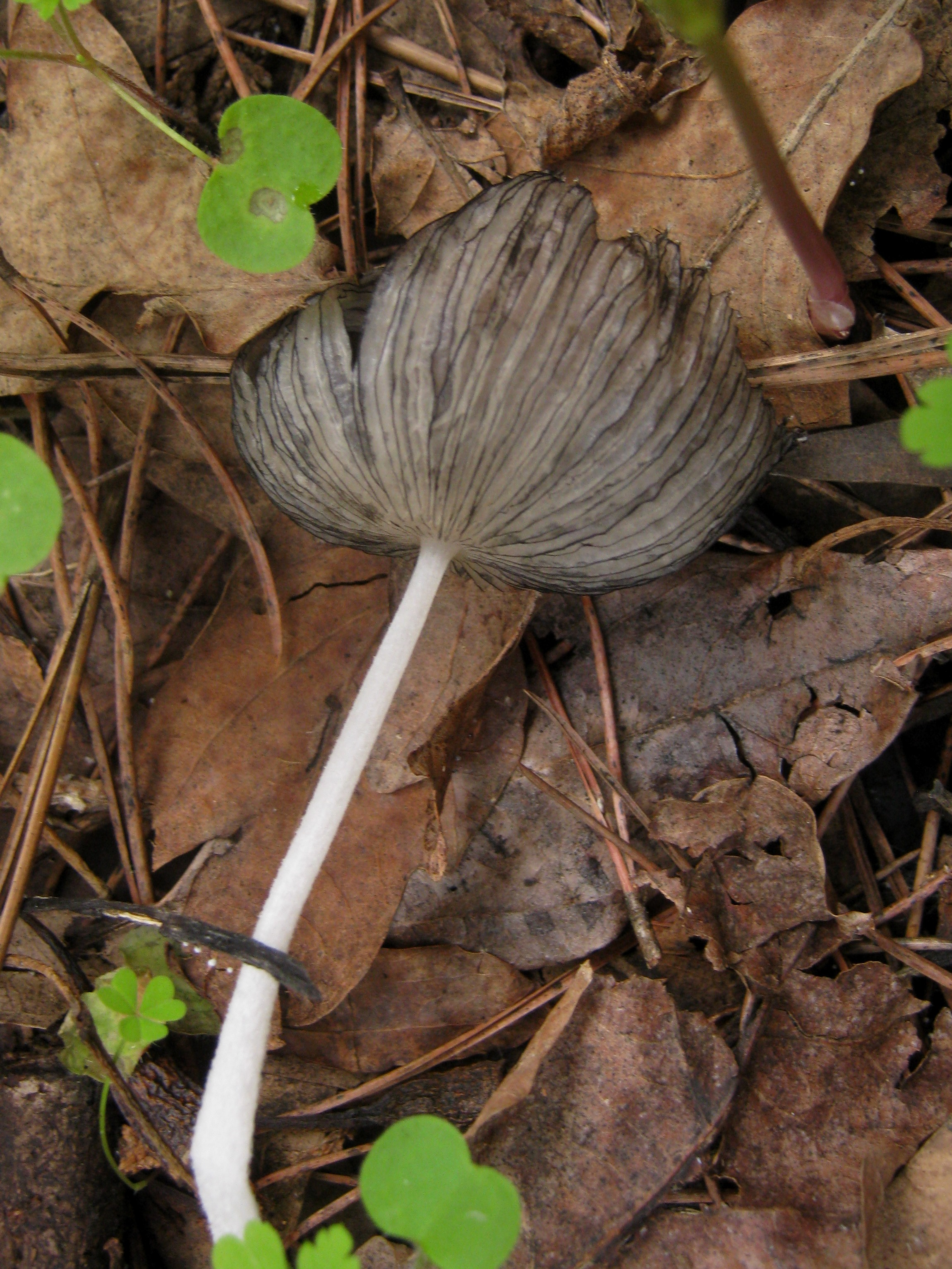
C. lagopus, lamele
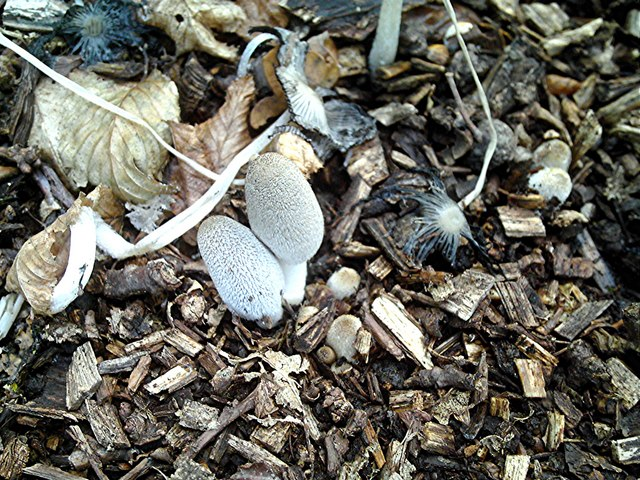
C. lagopus tineri
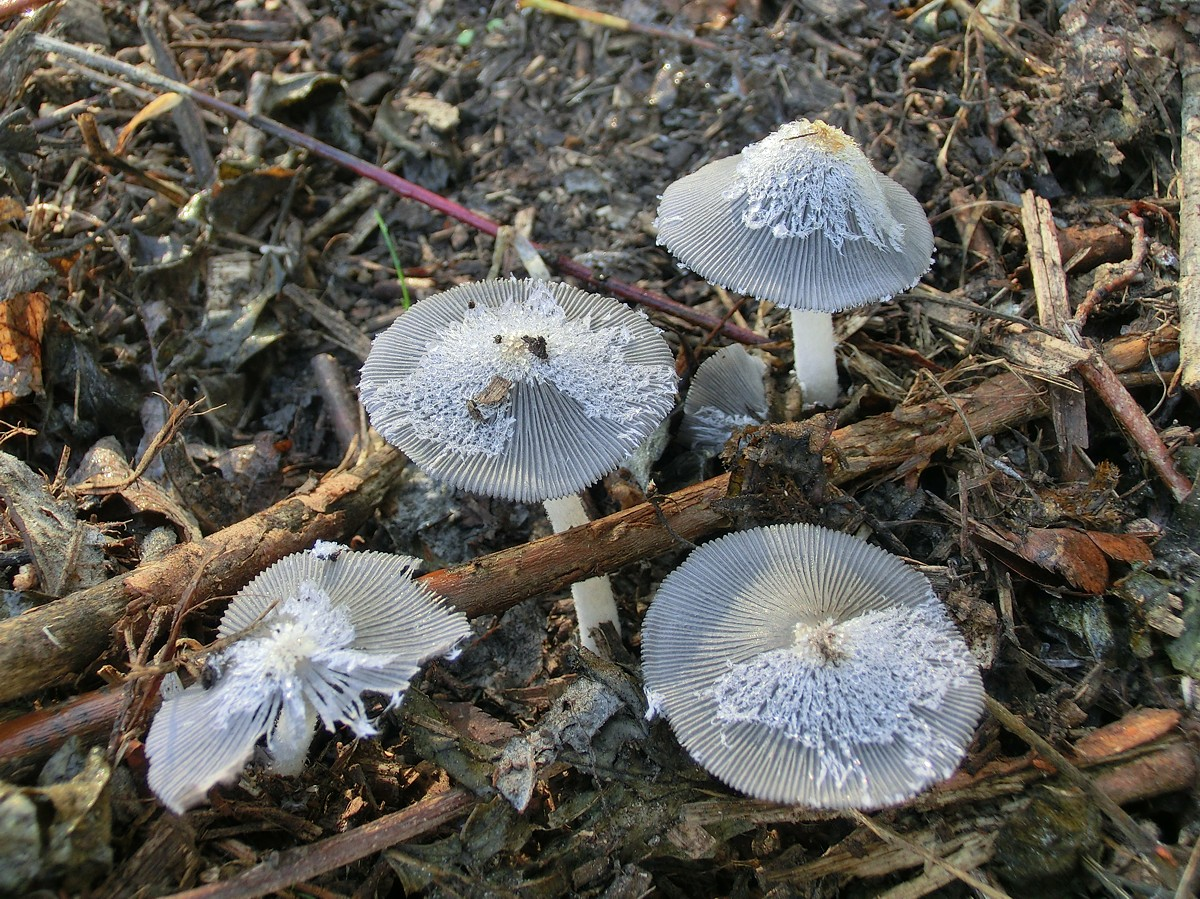
C. lagopus maturi
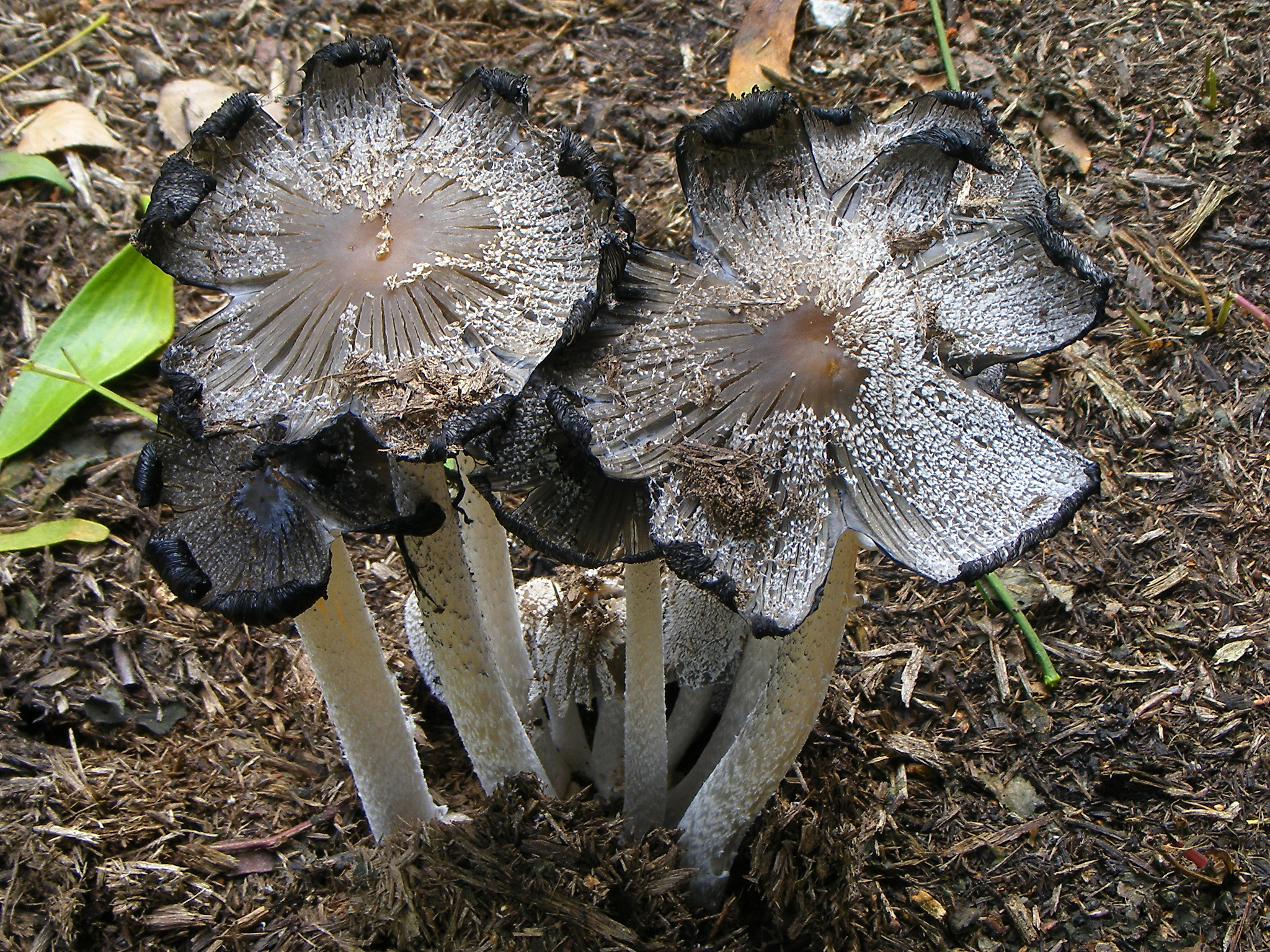
C. lagopus bătrâni

## Confuzii
Bălegării pufoși pot fi confundați cu alte specii ale genului mai mult sau mai puțin comestibile, dar toxice în legătură cu consumul de alcool, ca de exemplu: Coprinellus domesticusus, Coprinopsis acuminata, Coprinopsis alopecia, Coprinopsis cinerea, Coprinopsis jonesii, Coprinopsis nivea, Coprinopsis phlyctidospora, Coprinopsis romagnesiana, Coprinopsis variegata și Parasola plicatilis.

## Ciuperci asemănătoare în imagini

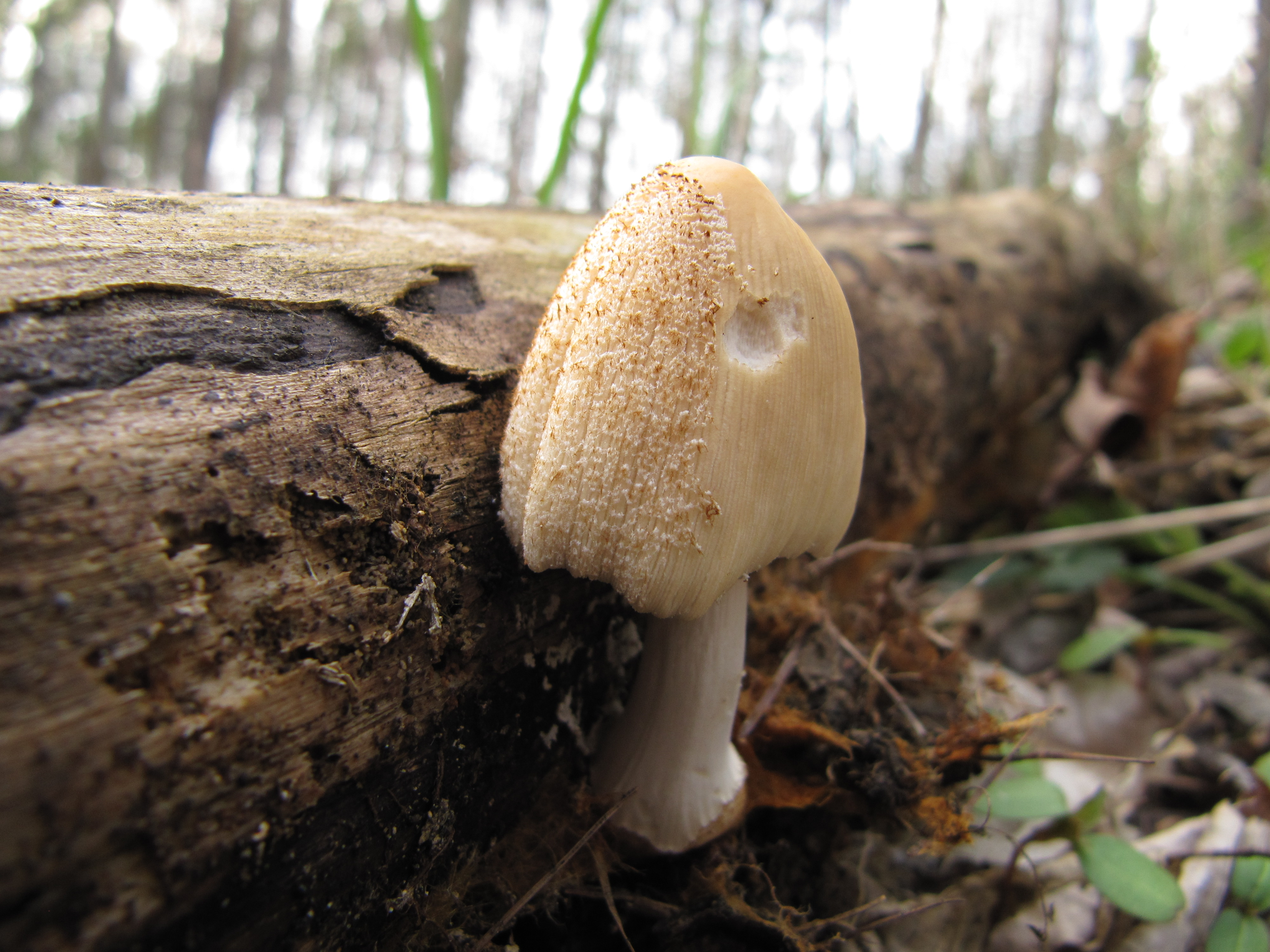
Coprinellus domesticus
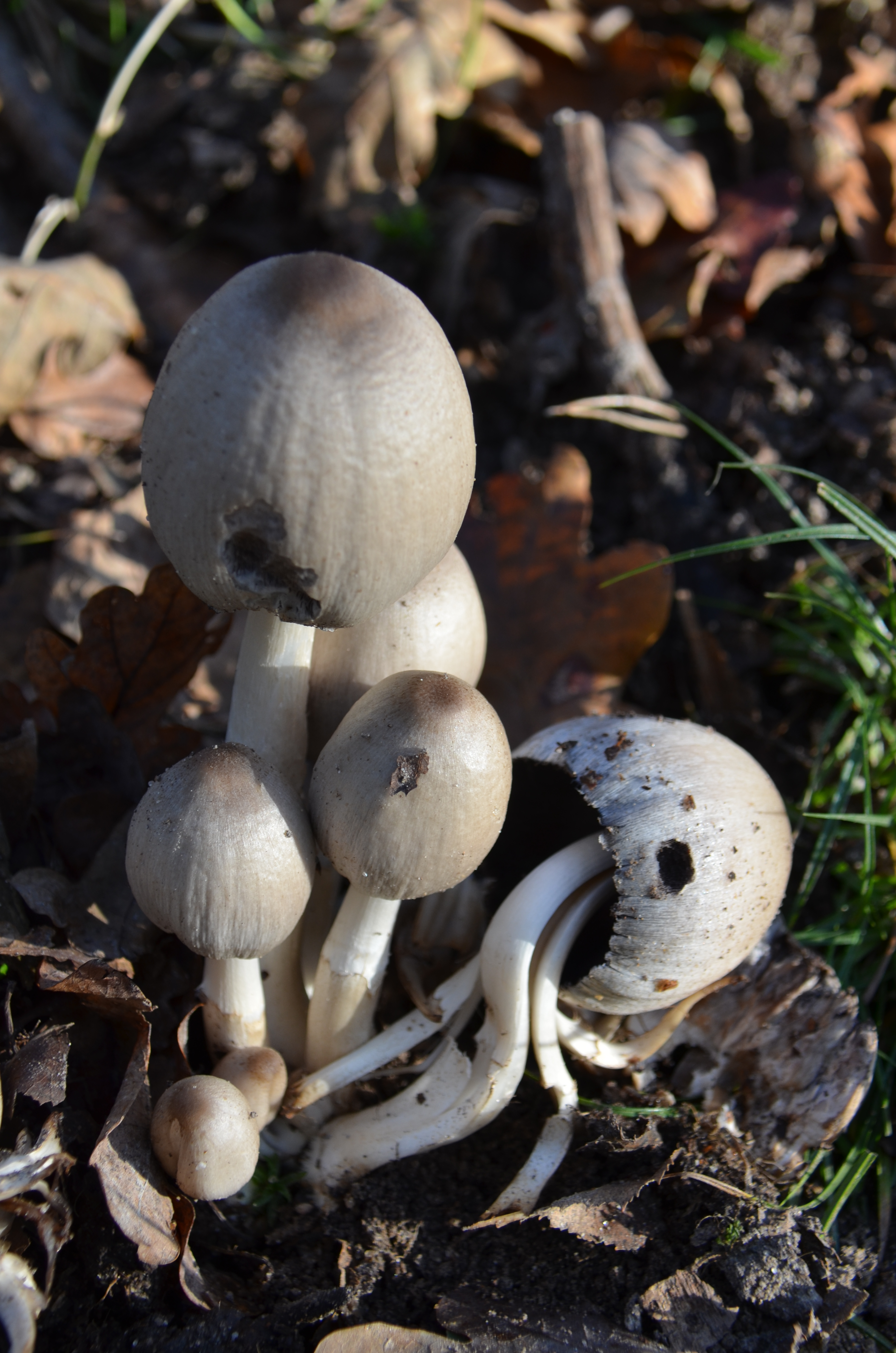
Coprinopsis acuminata
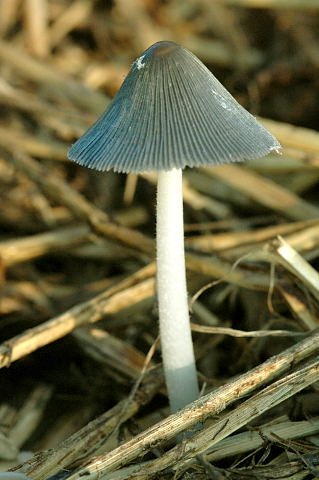
Coprinopsis cinerea
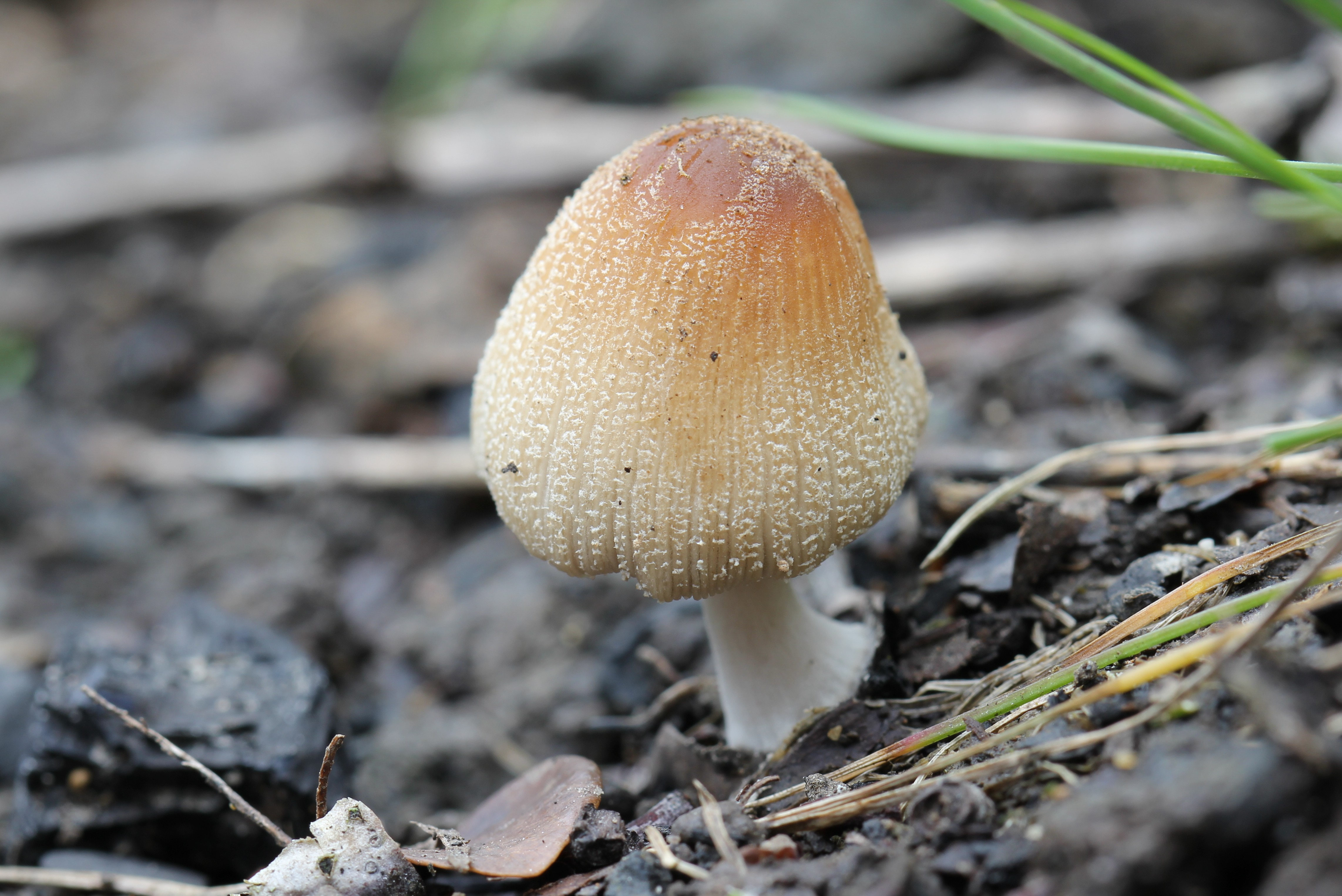
Coprinopsis jonesii
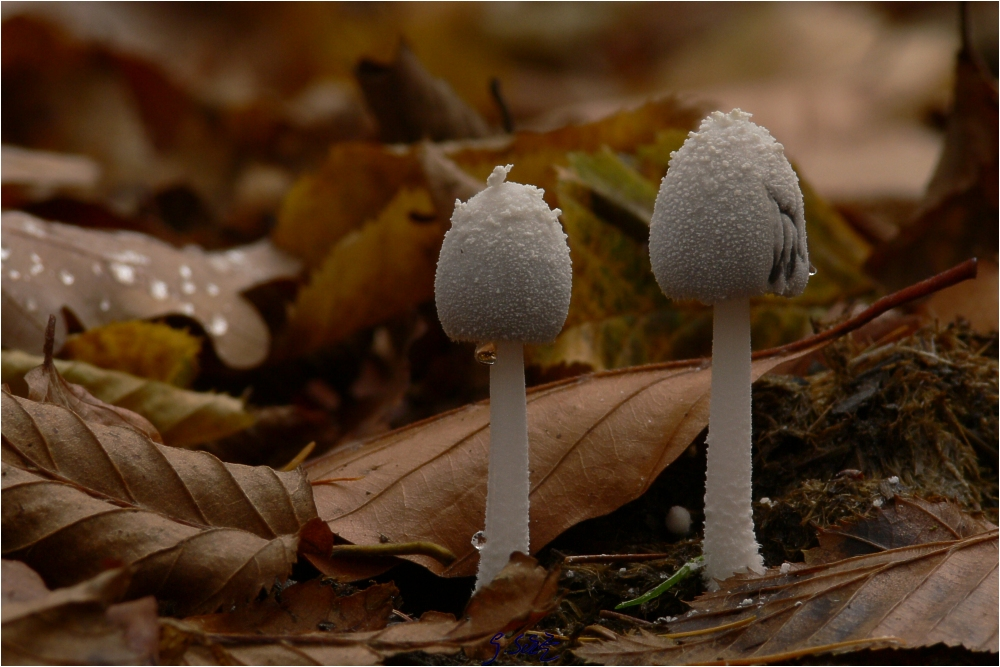
Coprinopsis nivea
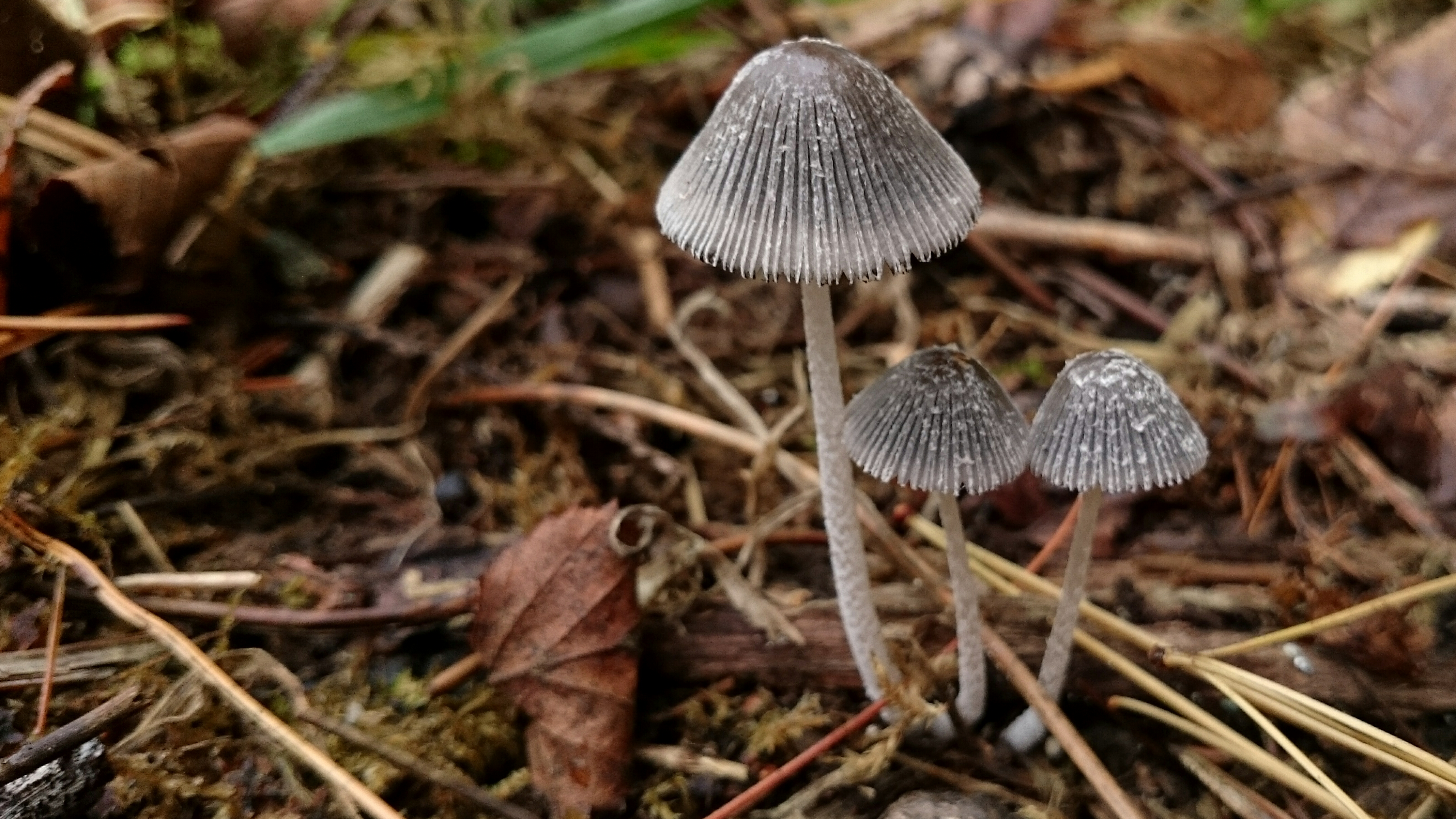
Coprinopsis phlyctidospora
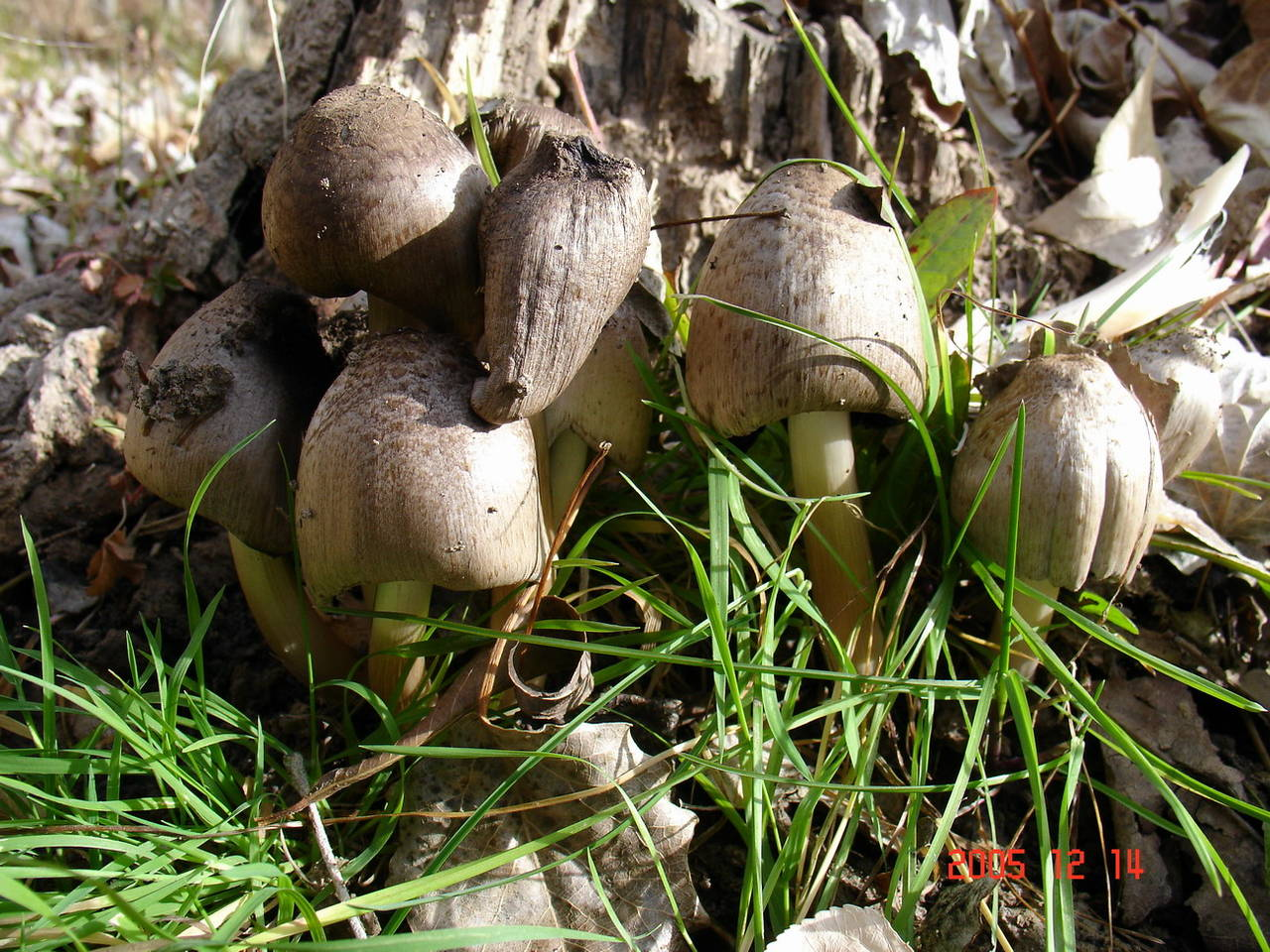
Coprinopsis romagnesiana
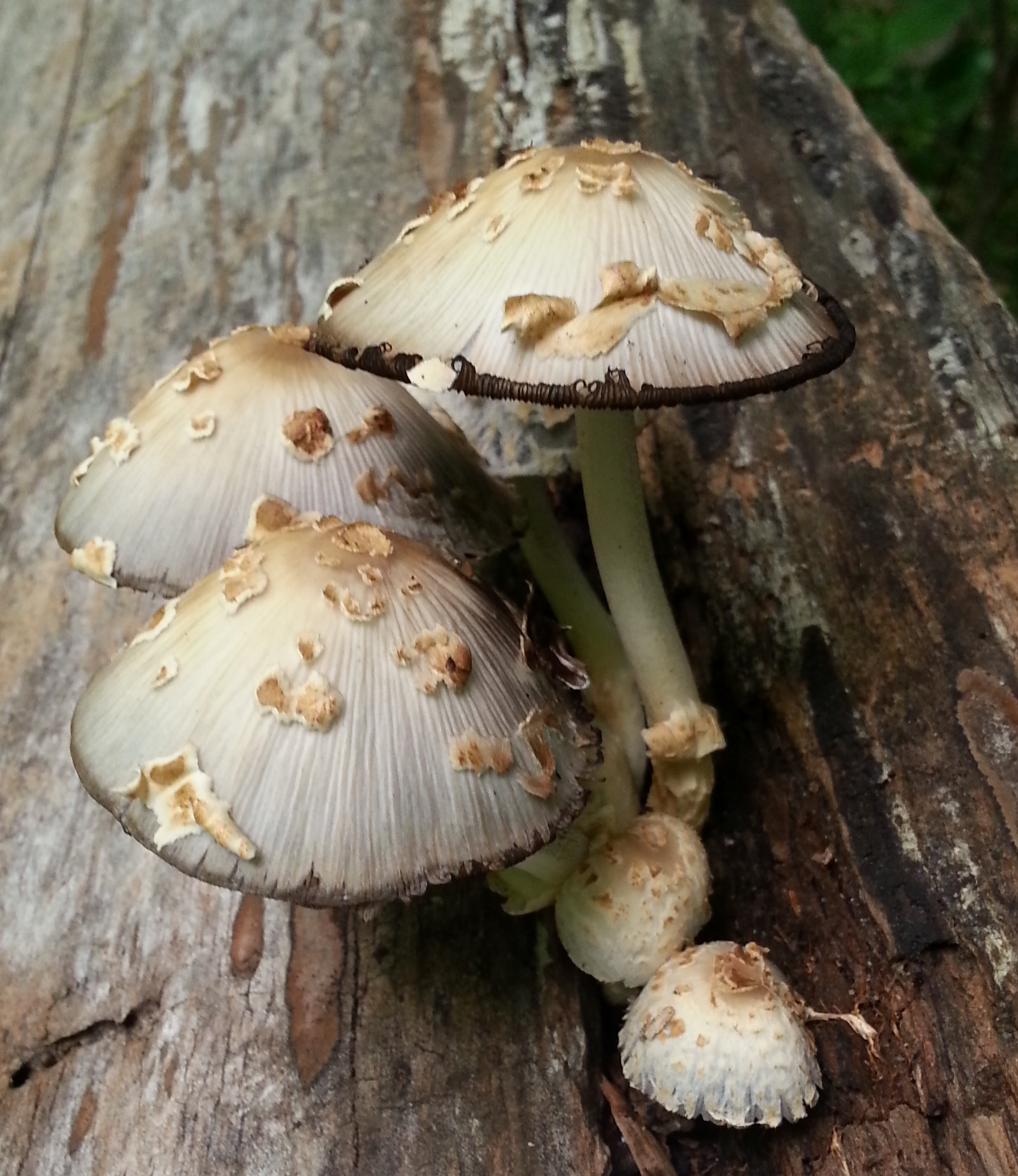
Coprinopsis variegata
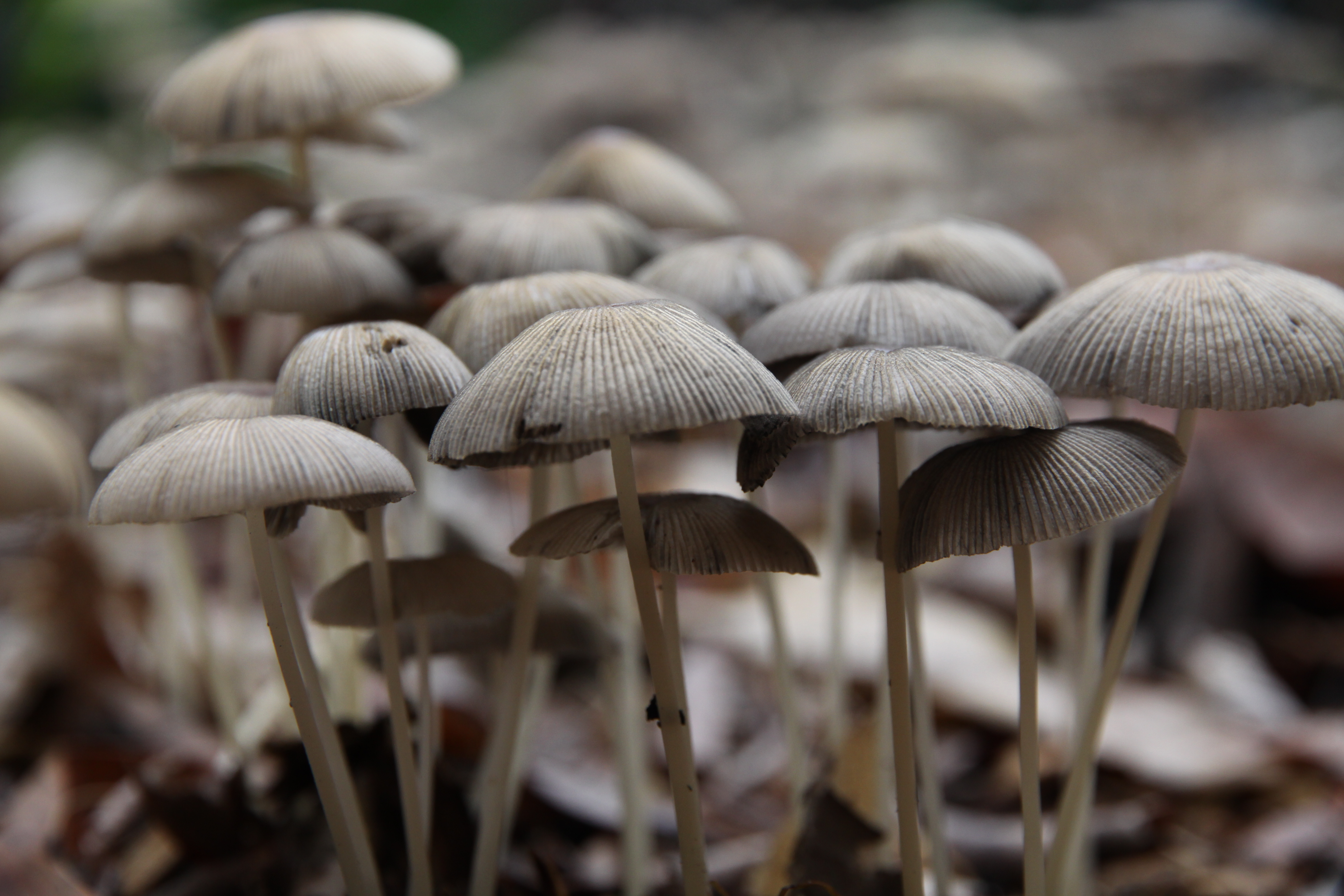
Parasola plicatilis

## Valorificare
Deși absolut nefolositoare pentru bucătărie (nu numai pentru că conține și ea coprina), specia are calități medicinale. Astfel, polizaharidele extrase din cultura miceliară a lui C. lagopus și administrate intraperitoneal la șoareci albi la o doză de 300 mg / kg, au inhibat creșterea cancerelor solide „Sarcoma 180” și „Ehrlich” cu 100%, respectiv cu 90%. Mai departe, substanțe izolate din C. lagopus s-au dovedit active drept antibiotice împotriva  bacteriilor Gram-pozitive.